# Klaus Schubert (Politikwissenschaftler, 1951)
Klaus Schubert (* 1951) ist ein deutscher Professor für Politikwissenschaft an der Westfälischen Wilhelms-Universität Münster.

## Leben
Schubert studierte zunächst Betriebswirtschaftslehre an der heutigen Hochschule Pforzheim und schloss dieses Studium 1976 als Diplom-Betriebswirt ab, ehe er an die Universität Mannheim wechselte, dort 1981 als Diplom-Sozialwissenschaftler abschloss und dann bis 1994 an der Ruhr-Universität Bochum tätig war. Zunächst arbeitete er dort bis 1984 als wissenschaftlicher Mitarbeiter am Lehrstuhl für Politische Wissenschaft, anschließend als geschäftsführender Assistent desselben bis 1989, bevor er eine Stelle als Wissenschaftlicher Assistent übernahm, die er bis 1994 ausübte. Während seiner Zeit in Bochum wurde er im Jahre 1987 über „Interessenvermittlung und staatliche Regulation: Verbraucher und Bankenpolitik in der Bundesrepublik Deutschland und den Vereinigten Staaten von Amerika“ promoviert. Außerdem hatte er 1993 einen Forschungsaufenthalt an der University of York in Großbritannien.
Ab 1994 vertrat er verschiedene Professuren für Politikwissenschaft, zunächst in den Jahren 1994 und 1995 an der Universität Duisburg, anschließend in den Jahren 1995 bis 1997 an der Eberhard Karls Universität Tübingen, wobei er 1996 eine Gastprofessur in Brno in Tschechien innehatte, daraufhin erneut in Tübingen tätig war und schließlich bis 2002 an der WWU in Münster lehrte. 2000 wurde er über Innovation und Ordnung – Grundlagen einer pragmatischen Theorie der Politik in Bochum habilitiert.
Seit 2002 ist Schubert Inhaber des Lehrstuhls für deutsche Politik und Politikfeldanalyse am Institut für Politikwissenschaft der Universität Münster, dessen Direktor er von 2002 bis 2007 war.

## Publikationen (Auswahl)
- Schubert, Klaus: Interessenvermittlung und staatliche Regulation. VS Verlag für Sozialwissenschaften, Wiesbaden 1989.
- Schubert, Klaus: Handwörterbuch des ökonomischen Systems der Bundesrepublik Deutschland. VS Verlag für Sozialwissenschaften, Wiesbaden 2005.
- Schubert, Klaus / Klein, Martina: Das Politiklexikon. Verlag J.H.W. Dietz Nachf., Bonn 5. Auflage 2011.
- Schubert, Klaus / Müller, Christian / Mause, Karsten: Politik und Wirtschaft – Ein integratives Kompendium. Springer Fachmedien, Berlin 2018